# Sandro Gamba
Alessandro "Sandro" Gamba (Milán, 3 de junio de 1932) es un exjugador y exentrenador de baloncesto italiano que fue seleccionador nacional de su país durante 11 años, en dos etapas diferentes. Como jugador, realizó toda su carrera en el Olimpia Milano, con el que ganó 10 títulos de liga.

## Trayectoria deportiva

### Jugador
Comenzó su andadura profesional en 1950 en el Olimpia Milano, equipo en el que desarrolló toda su carrera. Ganó en total 10 títulos de liga. Fue un asiduo de la selección italiana, con la que disputó los Juegos Olímpicos de Roma, en los que acabaron en la cuarta posición.

### Entrenador

#### Liga italiana
En 1965, firmó como entrenador asistente del Olimpia Milano, puesto que ocupó hasta 1973, cuando, desencantado por no llegar a entrenar a su equipo de toda la vida, aceptó la oferta del eterno rival, el Ignis de Varese, donde se encontró con una gran plantilla, entre los que destacaban Dino Meneghin, Bob Morse o Aldo Ossola, y con los que ganó dos Scudetto, en 1974 y 1977 y dos Copas de Europa, en 1975 y 1976.
En 1977 se hizo cargo del Auxilium Torino, al que ascendió desde la Seria A2, durante 3 temporadas, y posteriormente entrenó al Virtus Bologna entre 1985 y 1987.

#### Selección nacional
En sus dos etapas como seleccionador nacional, Gamba consiguió ganar la medalla de oro en el Campeón de Europa en 1983, siendo además plata en 1991, bronce en 1985 y ocupando un cuarto puesto en 1989. Participó además en 4 Olimpiadas, logrando la medalla de plata en Moscú 1980.

## Hall of Fame
En el año 2006 fue incluido en el selecto Basketball Hall of Fame, junto a Dominique Wilkins, Charles Barkley, Joe Dumars, Geno Auriemma y David Gavitt, tras haber sido finalista el año anterior.